# Yangzhou
Ne doit pas être confondu avec Yongzhou.
Yangzhou (chinois simplifié : 扬州; chinois traditionnel : 揚州 ; pinyin : Yángzhōu, prononcé Yangcho) est une ville du centre de la province du Jiangsu en Chine. Elle se trouve sur le Yangzi Jiang (Yang Tse Kiang). Sa population était d'environ 2,1 millions d'habitants concernant la ville et 4,5 millions concernant son agglomération en 2010.

## Histoire

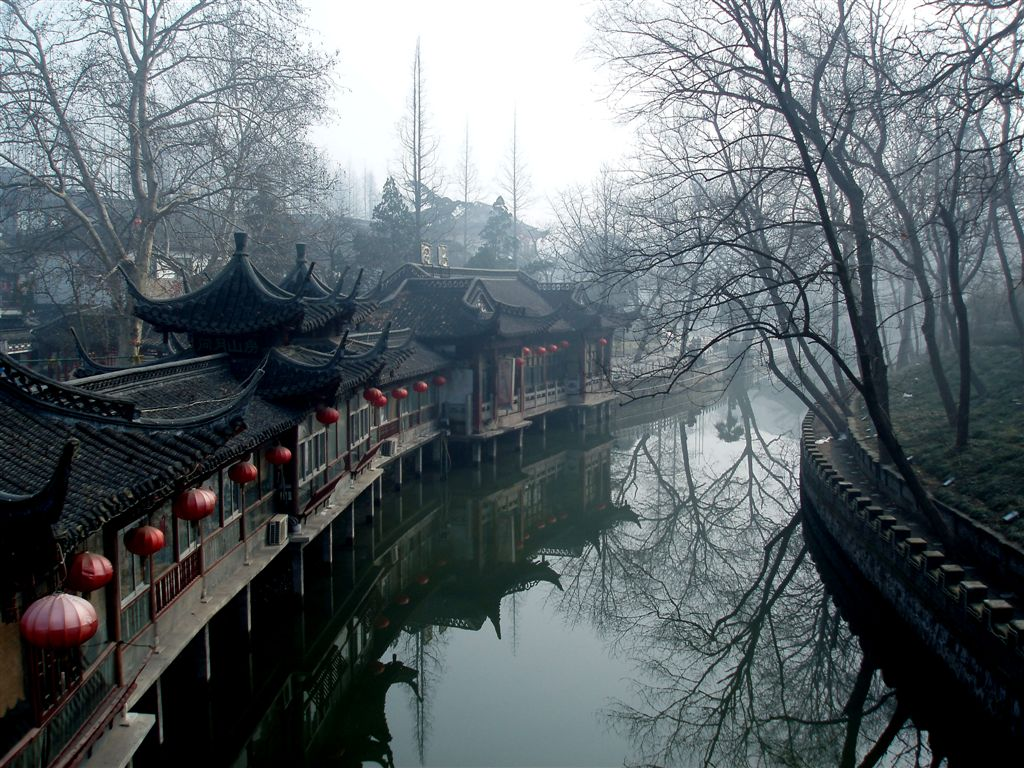
Yangzhou au matin.

Située à environ 70 km de Nankin, elle était autrefois un carrefour important pour le commerce du sel car elle se trouve directement sur le canal de l’Empereur ; elle était ainsi devenue au Moyen Âge une ville commerçante prospère et puissante. Marco Polo dit y avoir passé trois années comme représentant de l'empereur Kubilai Khan de la dynastie des Yuan.
En 1645, du 13 mai au 20 mai, les Mandchous assiègent et prennent Yangzhou, dont la population est massacrée.
La ville a cependant conservé sa puissance et sa prospérité jusqu'aux attaques des Taiping au XIXe siècle. La création des lignes ferroviaires en Chine a aussi diminué son rôle dans les échanges.
Aujourd'hui, Yangzhou est connu au niveau national pour ses trois jardins : Le parc du lac mince de l'ouest, Ge Yuan et He Yuan. Ces jardins sont organisés dans le style classique de l’époque Tang. La mode est alors aux jardins paysagés à allusion conceptuelle et c'est en reprenant ces bases que les paysagistes Ming et Qing bâtirent les théories sophistes sur l'art de créer les jardins. Ces jardins attirent un grand nombre de visiteurs de Chine même.
Hors de la Chine, Yangzhou a beaucoup d’amateurs au Japon car le premier à avoir apporté le bouddhisme au Japon, au cours de la dynastie des Tang, est un moine du Daming Si, un cloître non loin des limites de la ville. Il était nommé Jianzhen et dut s'y prendre à cinq fois pour faire le voyage, la tempête l'ayant forcé quatre fois à faire demi-tour. L'influence japonaise se remarque dans trois grandes pagodes, cadeau du Japon, qui sont un reflet du style des pagodes japonaises.
Du Xe au XIVe siècle, la ville a été un foyer culturel et nombre de poètes et d’artistes importants de ce temps y ont travaillé et vécu. On connaît l'école de peinture des Huit Excentriques dont on peut voir des œuvres dans le musée de Yangzhou.

## Culture
- Musée de la gravure de Chine de Yangzhou, au sein du double musée.

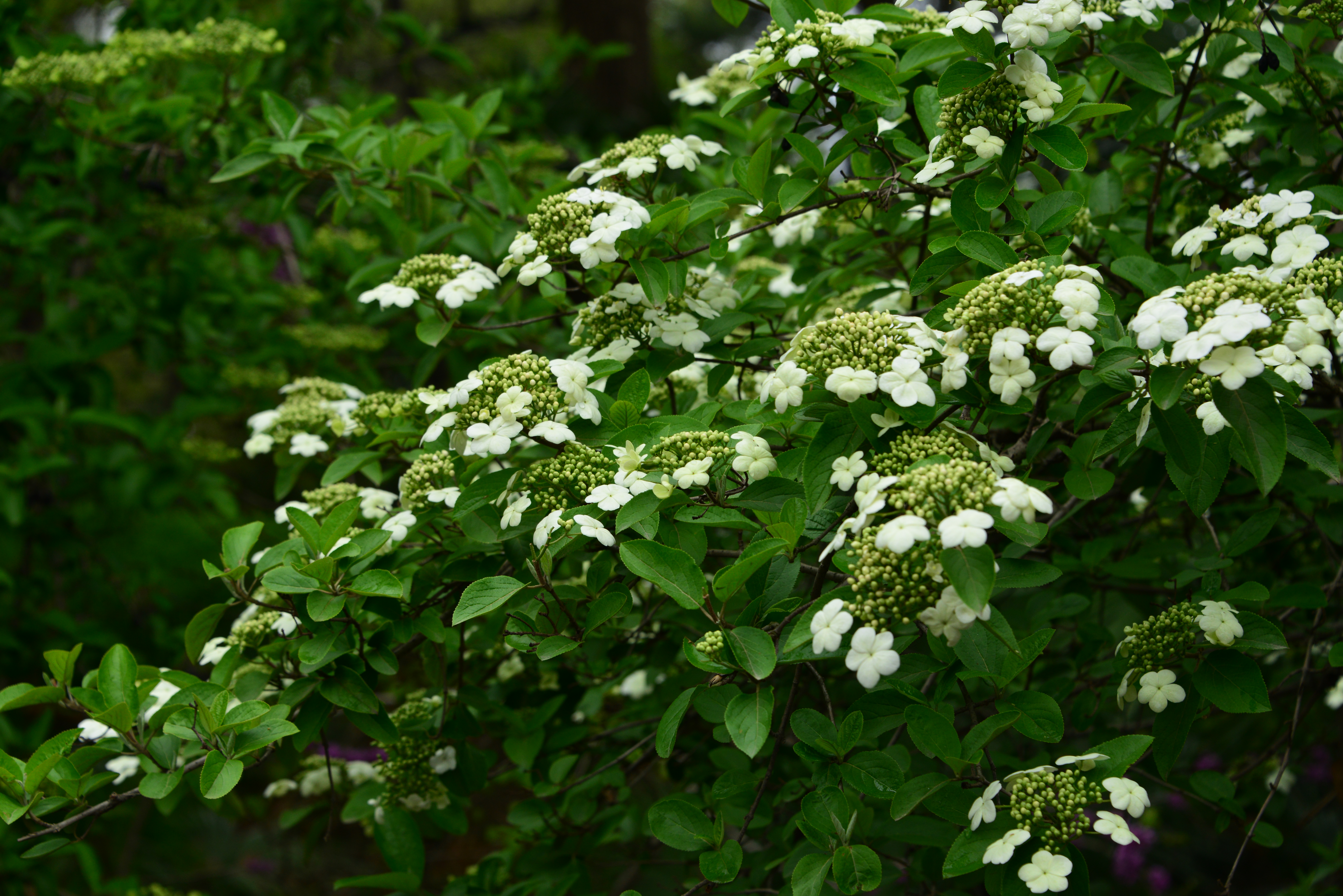
Viburnum macrocephalum.

## Subdivisions administratives
La ville-préfecture de Yangzhou exerce sa juridiction sur sept subdivisions - quatre districts, deux villes-districts et un xian :
- le district de Guangling — 广陵区, guǎnglíng qū ;
- le district de Weiyang — 维扬区, wéiyáng qū ;
- le district de Hanjiang — 邗江区, hánjiāng qū ;
- la ville de Yizheng — 仪征市, yízhēng shì ;
- le district de Jiangdu — 江都市, jiāngdū shì ;
- la ville de Gaoyou — 高邮市, gāoyóu shì ;
- le xian de Baoying — 宝应县, bǎoyìng xiàn.

## Jumelage
- Razgrad (Bulgarie) depuis 2001
- Orléans (France) depuis 2015
- Oyo (république du Congo) (Congo) depuis 2015